# Tony Osanah
Tony Osanah (Buenos Aires, 1947), antes conhecido como Sergio Dizner é um cantor, compositor e multi-instrumentista de origem argentina. Foi integrante do grupo Beat Boys.

## Biografia
Aprendeu guitarra, baixo, Quissange, Cítara, flauta e gaita, e em 1966, mudou-se para São Paulo. No mesmo ano integrou o Beat Boys. Trabalhou com muitos nomes famosos como Gilberto Gil, Roberto Carlos, Ronnie Von, Raul Seixas, Maysa, Walter Franco, Erasmo Carlos, Tim Maia e Caetano Veloso, que fez shows no Brasil e trabalhou em estúdio. Tal como um músico e ator, trabalhou em produções teatrais, em São Paulo e Rio de Janeiro.
Em 1969, compôs a trilha sonora e atuou no filme Bonga, o Vagabundo como o personagem Biba, um hippie e amigo do protagonista.
Até então conhecido como Sergio Dizner, adotou o apelido Tony e posteriormente o sobrenome artístico Osanah. A ideia surgiu de Elis Regina quando a mesma gravou sua composição "Osanah" nos estúdios da Philips e sugeriu que Tony adotasse o nome artístico.
Em 1972, compôs a música "Cavaleiro de Aruanda", gravada por Ronnie Von em disco homônimo de 1972. A canção foi gravada também pela cantora maranhense Rita Ribeiro, no álbum Tecnomacumba, de 2006.
Organizou, em  1976, a turnê de Joe Cocker no Brasil, juntamente com o produtor de Woodstock, Michael Lang. Em 1978 fez turnê pelos Estados Unidos com a Tony Osanah Bluesband. Tocou com B. B. King e fez uma turnê mundial com a cantora de blues Jeannie Carrol. 
Em 1980, participou da fundação do grupo musical Raíces de América, e em 1982 ficam em 2° lugar no MPB Shell, transmitido pela Rede Globo, com a música "Fruto do Suor", da qual foi coautor. Em 26 de fevereiro de 1983, grava a guitarra da música "So Glad You're Mine" ao vivo em show realizado na cidade de São Paulo com participação também de Pedrão (baixo), Albino (bateria) e Miguel Cidras (piano) para o álbum Carimbador Maluco de Raul Seixas, lançado no mesmo ano. Ainda na década de 80 deixa o Raíces de América e volta a se apresentar e gravar músicas com Rosa Marya Colin.
Em 1990 encontrou a percussionista Angela Frontera e desde 1992 faz turnê pelo mundo com seu programa Viaje de Vida.

## Discografia

### Compactos
- 1971 - Osanah / Hey America (compacto simples)
- 1973 - Tony Osanah (compacto duplo)
- 1988 - California Dreamin' / Summertime II (compacto simples, com Rosa Maria)

### Álbuns
- 1996 - Viaje de Vida
- 2002 - Ameríndia
- 2005 - Tony Osanah & Cary Valentine - LIVE (com Cary Valentine)
- 2017 - Con vino tinto (com Jessica Born)

### Álbuns em que participou
- Ronnie Von (álbum) (1972)
- Gita (álbum) (1974)
- Raul Seixas (álbum) (1983)
- Som Nosso de Cada Dia - Sábado Domingo (álbum) (1977)
- Eduardo Araújo - Pelos Caminhos do Rock (álbum) (1975)